# Swinford (Leicestershire)
 (octobre 2023).
Pour l’article homonyme, voir Swinford.
Swinford est une paroisse civile et un village du Leicestershire, en Angleterre.